# Lycaena aegina
Lycaena aegina är en fjärilsart som beskrevs av Grum-grshimailo 1891. Lycaena aegina ingår i släktet Lycaena och familjen juvelvingar. Inga underarter finns listade i Catalogue of Life.